# Городской сад (Измаил)
Городской сад — парк-памятник садово-паркового искусства местного значения, расположен по проспекту Суворова в городе Измаил (Одесская область). На протяжении более 100-летнего периода является неотъемлемой частью жизни города.
Площадь сада составляет 1,5 га, статус получен в 1972 году.
На благоустроенной территории сада представлены более 40 видов деревьев и кустарников.
В парке установлен монумент воинам-афганцам.

## История
Городской сквер был заложен в 1900 году на участке в самом центре исторического ареала Измаила.
Парк создан решением Коммунальной совета Измаила в 1912 году.
В перечне декоративных форм садов и парков Заднестровья Одесской области (1958 год) Ю. Д. Гусев для Комсомольского сквера Измаила приводит два вида и две формы дендрофлори: Sambucus nigra L. f. laciniata L. и Fagus sylvatica L. f. purpurea Ait.
Среди 252 «важнейших декоративных садов и парков Украины, которые составляют научный интерес как историко-культурные достопримечательности и объекты охраны», упомянутые в издании «Выдающиеся сады и парки Украины и их охрана» авторства Алексея Липы, изданной в 1960 году издательством Киевского университета, приведён и «Городской парк им. Суворова». Автор отмечает, что это один из старейших и самых интересных парков города как по составу насаждений, так и по их композиции. «Парк основан в начале XX в. и спланирован в природном стиле с системой извилистых дорожек, светлыми полянами, красивыми деревянными группами и ординариями. В парке есть художественно выполненные украшения, бассейн с фонтаном и много цветов. Среди древесных насаждений в 1954 нами отмечены 52 вида, в том числе много красивых садово-декоративных форм. В частности, из хвойных здесь встречаются роскошные группы сизых елей, ординары темнохвойных сосен австрийских, дугласии, биоты, тиса. Из лиственных пород следует прежде всего отметить хорошо развитые деревья платана лондонского, величественны экземпляр бука краснолистного, одиночные деревья и группы каркаса южного или железного дерева, группа береста пестролистные, липы серебристая, крымская и широколистая и др.».
В перечень природно-заповедного фонда Украины «Городской сад» был включён в 1972 году под названием «Комсомольский парк» решением Одесского исполнительного комитета № 234 от 18 мая 1972 года (переутверждение от 12 октября 1984 года).
Современное название было утверждено решением областного совета от 20 марта 2009 года. «Городской сад» занимает площадь 1,5 га на бывшей Соборной площади перед Свято-Покровским собором. Территория благоустроена, в парке встречается более 40 видов деревьев и кустарников.
«Городской сад» является единственным парком-памятником садово-паркового искусства местного значения в Измаиле.

## Современность
В рамках трансграничного сотрудничества в 2019 году началась реконструкция Городского сада. Согласно проекту, в сквере ремонтируются и расширяются дорожки, устанавливается парковое освещение, скамейки, урны. Частично ремонтируется ограждение со стороны улицы Покровской. Высажены ценные породы деревьев (саженцы сербской плакучей ивы, гинкго билобы, клёна краснолистного, ягодного тиса, тюльпанного дерева, магнолии.